# Omo-Nationalpark

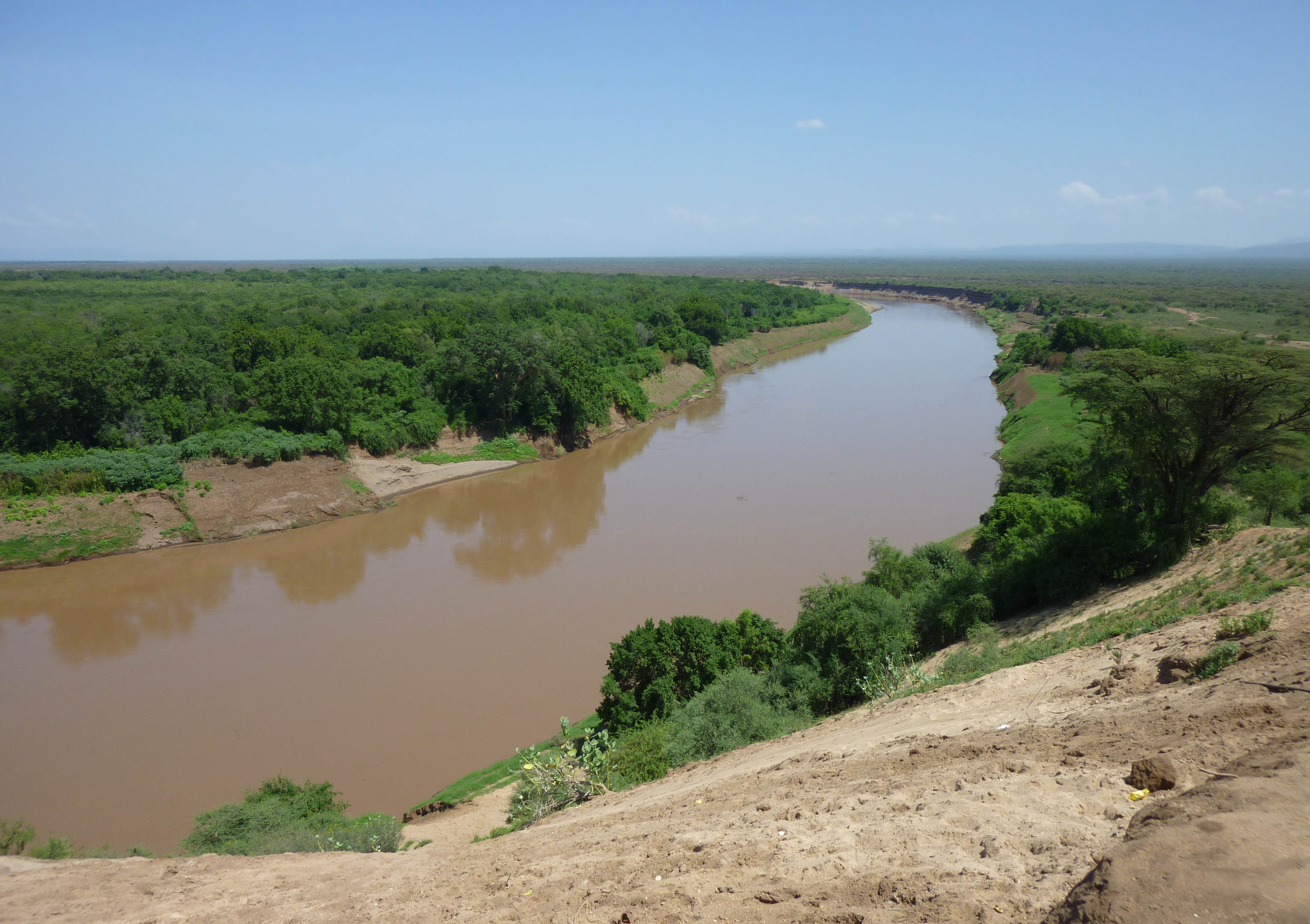
Der Omo-Fluss vom Karo-Dorf Doose aus gesehen

Der Omo-Nationalpark ist ein Nationalpark im Südwesten Äthiopiens an der Grenze zum Südsudan und zu Kenia. Er wurde 1959 als erster Nationalpark in Äthiopien ausgewiesen.

## Lage
Er befindet sich in der Region der südwestäthiopischen Völker nördlich des Turkana-Sees am Westufer des Omo, 870 km südwestlich von Addis Abeba. Der Nationalpark erstreckt sich über eine Fläche von ungefähr 4068 km². Er liegt auf 500 bis 2000 m Meereshöhe. Im Osten grenzt er an das 1500 km² große Tama-Reservat, an das der Mago-Nationalpark anschließt. Der Park ist nicht leicht zu erreichen, jedoch wurde kürzlich eine Flugpiste nahe der Nationalparkverwaltung am Fluss Mui eingerichtet.

## Flora und Fauna
Die Vegetation besteht aus offener Gras- und Buschsavanne sowie Galeriewald. Im Omo-Nationalpark herrscht die größte Tierdichte in ganz Äthiopien. Hier gibt es Büffel, Elenantilopen, Giraffen, Ostafrikanische Oryx, den Tiang, Große und Kleine Kudus sowie Löwen, Leoparden und Hyänen. Die Zahl der Elefanten ist unbekannt. Der Park ist das größte äthiopische Reservoir für die Eland-Antilope, die größte Gazelle Afrikas.

## Bedrohung
Einer von der autoritär regierenden äthiopischen Regierung mit ehrgeizigen Zielen unter chinesischer Führung angelegten gigantische Zuckerrohrplantage im Omotal (250.000 Hektar) soll ein Drittel der Nationalparkfläche geopfert werden, 1500 km². Vor allem durch die dabei entstehenden Straßen und Kanäle werden erhebliche Einschränkungen für die Wildtier-Wanderungsbewegungen befürchtet.